# Grand Prix (film, 1966)
Pour les articles homonymes, voir Grand prix.
Pour plus de détails, voir Fiche technique et Distribution.
Grand Prix est un film américain réalisé par John Frankenheimer, sorti en 1966. Consacré à la compétition en Formule 1, il a été tourné lors de la saison 1966.
Succès critique et public (c'est l'un des plus gros succès au box-office de 1966 aux États-Unis[réf. à confirmer]), le film a remporté trois Oscars en 1967 (meilleur montage de son, meilleur montage et meilleur mixage de son).

## Synopsis
Durant le championnat du monde de Formule 1 1966, le titre se joue principalement entre quatre pilotes. Le Français Jean-Pierre Sarti, chez Ferrari, a déjà remporté le championnat deux fois mais approche de la fin de sa carrière. L'Américain Pete Aron (d'abord chez Jordan puis chez Yamura) tente de renouer avec le succès et de faire oublier sa réputation de pilote imprudent et de second rang. Le Britannique Scott Stoddard, de l'écurie Jordan, se remet péniblement d'un violent accident qui lui a laissé plusieurs séquelles. Il est aussi dans une période compliquée avec un mariage qui bat de l'aile. Enfin, le charismatique et arrogant italien Nino Barlini, est second pilote chez Ferrari. Cet ancien champion de moto est promis à un bel avenir en Formule 1. Quelques femmes « gravitent » dans ce monde masculin. Bien qu'étant marié, Jean-Pierre Sarti entretient une liaison avec la journaliste américaine Louise Frederickson, pourtant peu intéressée par le sport automobile. Pete Aron a quant à lui une brève relation avec Pat, la femme de son coéquipier chez Jordan, Scott Stoddard.

## Fiche technique
Sauf indication contraire, les informations mentionnées dans cette section peuvent être confirmées par la base de données cinématographiques IMDb,  présente dans la section « Liens externes ».
- Titre original : Grand Prix
- Réalisation : John Frankenheimer
- Scénario : Robert Alan Aurthur, avec les participations non créditées de William Hanley (dialogues) et John Frankenheimer
- Photographie : Lionel Lindon
- Décors : Richard Sylbert
- Musique : Maurice Jarre
- Montage : Henry Berman, Stewart Linder, Frank Santillo (en) et Fredric Steinkamp
- Générique : Saul Bass
- Producteur : Edward Lewis
- Sociétés de production : Douglas & Lewis Productions, Joel Productions, John Frankenheimer Productions et Cherokee Productions
- Distribution : Metro-Goldwyn-Mayer (États-Unis)
- Pays d'origine :  États-Unis
- Budget : 9 millions de dollars[2]
- Langues originales : anglais, français, italien et japonais
- Format : couleur (Metrocolor) - 2.20:1 / 2.35:1 (version 35 mm) - 65 mm - Super Panavision 70
- Durée : 179 minutes
- Dates de sortie : 
  - États-Unis : 21 décembre 1966
  - France : 10 mars 1967
- Affiche : Raymond Elseviers (Belgique)

## Distribution
- James Garner (VF : Jean-Claude Michel) : Pete Aron
- Yves Montand : Jean-Pierre Sarti
- Eva Marie Saint (VF : Nadine Alari) : Louise Frederickson
- Toshirō Mifune (VO : Paul Frees ; VF : Roger Carel) : Izo Yamura
- Brian Bedford (VF : Marc Cassot) : Scott Stoddard
- Jessica Walter (VF : Nelly Benedetti) : Pat Stoddard
- Antonio Sabàto (VF : Maurice Sarfati) : Nino Barlini
- Françoise Hardy : Lisa
- Jack Watson (VF : Michel Gatineau) : Jeff Jordan

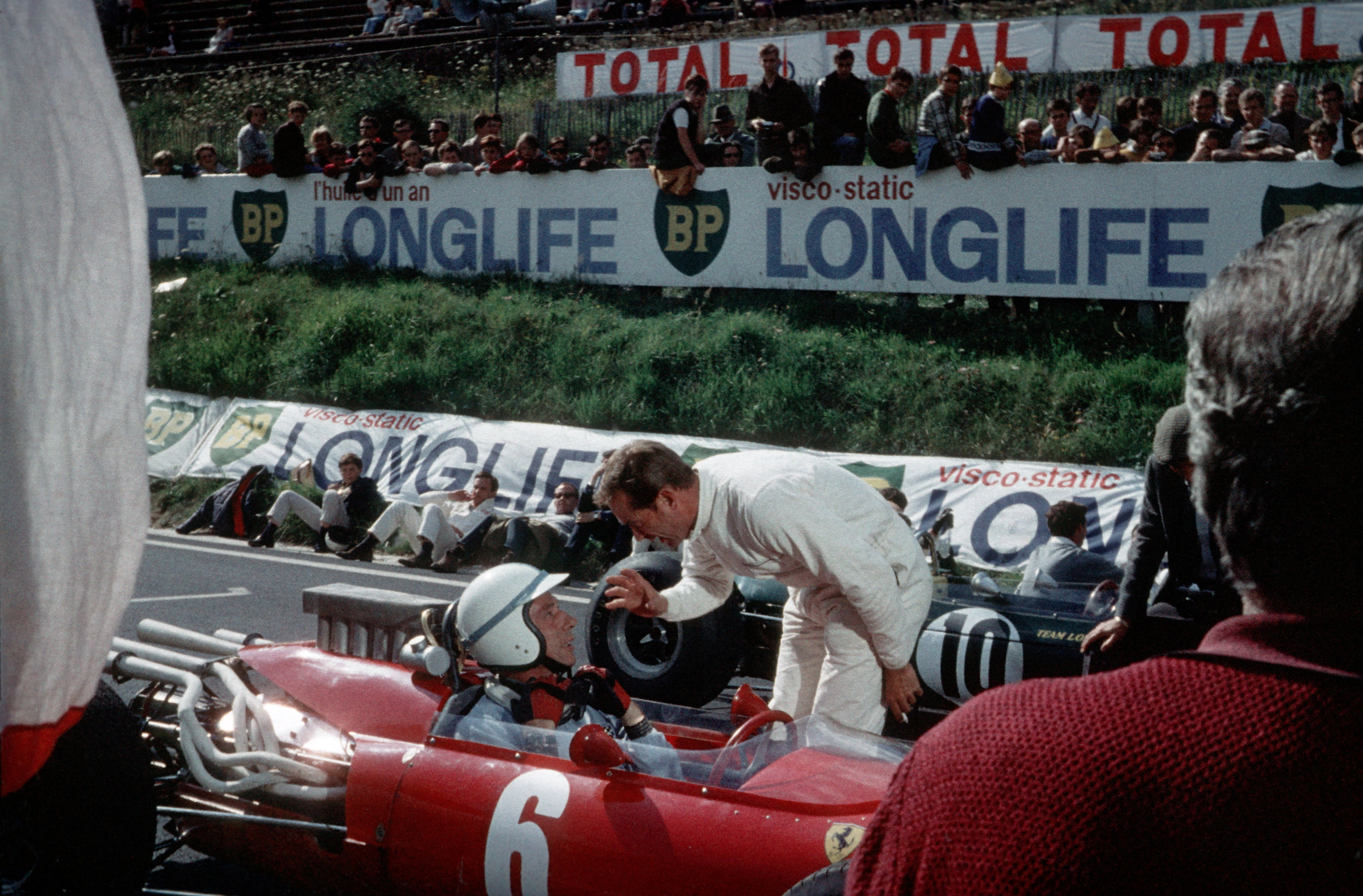
Yves Montand, ici dans la voiture, incarne Jean-Pierre Sarti

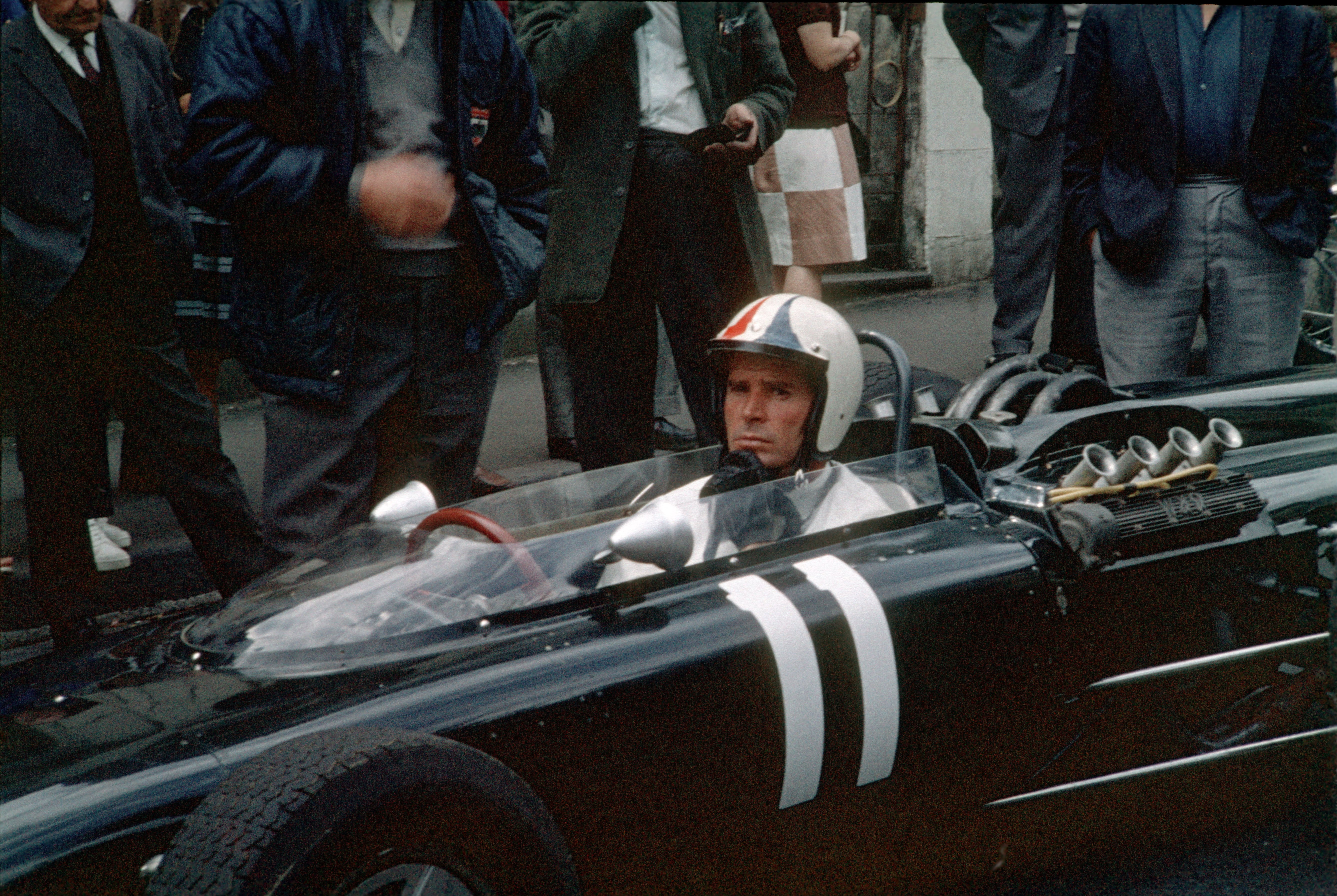
James Garner incarne Pete Aron.

- Geneviève Page : Monique Delvaux-Sarti
- Adolfo Celi (VF : André Valmy) : Agostino Manetta
- Claude Dauphin : Hugo Simon
- Enzo Fiermonte : Guido
- Rachel Kempson Mme Stoddard
- Ralph Michael : M. Stoddard
- Albert Rémy (VF : Sady Rebbot) : le docteur à Monte-Carlo
- Tommy Franklin : le speaker
- Noël Godin : un spectateur à Spa
- Juan Manuel Fangio : lui-même

Pilotes de Formule 1
- Graham Hill : Bob Turner
- Phil Hill : Tim Randolph
- Richie Ginther : John Hogarth
- Bruce McLaren : Douglas McClendon
- Chris Amon : lui-même
- Lorenzo Bandini : lui-même
- Bob Bondurant : lui-même
- Joakim Bonnier : lui-même
- Jack Brabham : lui-même
- Jim Clark : lui-même
- Dan Gurney : lui-même
- Guy Ligier : lui-même
- Jochen Rindt : lui-même
- Jo Schlesser : lui-même
- Joseph Siffert : lui-même
- Mike Spence : lui-même

## Production

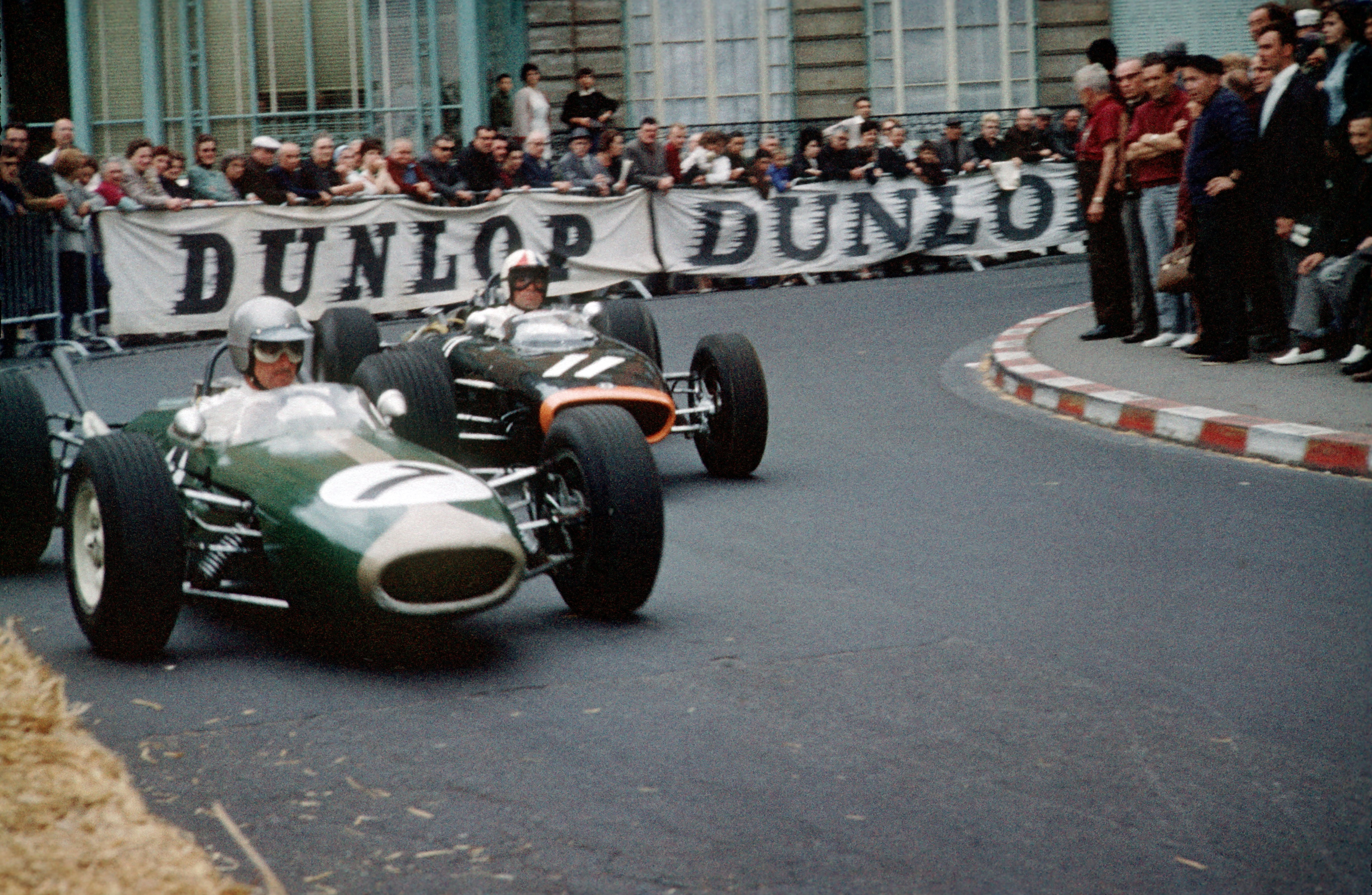
Tournage du film

### Genèse et développement
Le réalisateur John Frankenheimer avouera plus tard qu'il avait à l'époque le choix entre un film dans la veine de Grand Hotel (1932) et un film comme Pilote d'essai (1938). Il a choisi le second.
Le film s'inspire de la réalité pour certains éléments du scénario. John Frankenheimer explique que le personnage de Pat Stoddard s'inspire de Louise Collins, une actrice mariée au pilote britannique Peter Collins, tué en course en 1958, seulement un an après leur mariage[réf. à confirmer].

### Attribution des rôles
Le rôle principal de Pete Aron est initialement proposé à Steve McQueen, grand passionné d'automobile. Après un rendez-vous avec le producteur Edward Lewis, l'acteur ne rejoint finalement pas le projet. Autre passionné de sport automobile, Paul Newman sera un temps envisagé. Le rôle reviendra alors à James Garner. Apparemment, Steve McQueen en voudra beaucoup à James Garner, l'un de ses amis et proches voisins. Il ne lui adressera plus la parole pendant plusieurs années[réf. à confirmer].
L'actrice suédoise Harriet Andersson est initialement choisie pour incarner Louise Frederickson. Pour des raisons inexpliquées, James Garner demande à ce qu'elle soit remplacée et le rôle revient alors à Eva Marie Saint. Le rôle avait également été proposé à Monica Vitti[réf. à confirmer]. John Frankenheimer l'avait déjà dirigée quelques années plus tôt dans L'Ange de la violence.
Jean-Paul Belmondo a refusé le rôle de Nino Barlini, finalement tenu par l'Italien Antonio Sabàto dans l'un de ses premiers rôles[réf. à confirmer].
Grand Prix est l'un des rares longs métrages où l'on voit la chanteuse française Françoise Hardy tenir un rôle secondaire.
L'acteur japonais Toshirō Mifune incarne le pilote Izo Yamura. Il refuse pour cela un rôle dans On ne vit que deux fois (1967). Il s'agit de son premier film hollywoodien. Il sera redoublé en anglais par Paul Frees dans la version originale[réf. nécessaire].

### Tournage

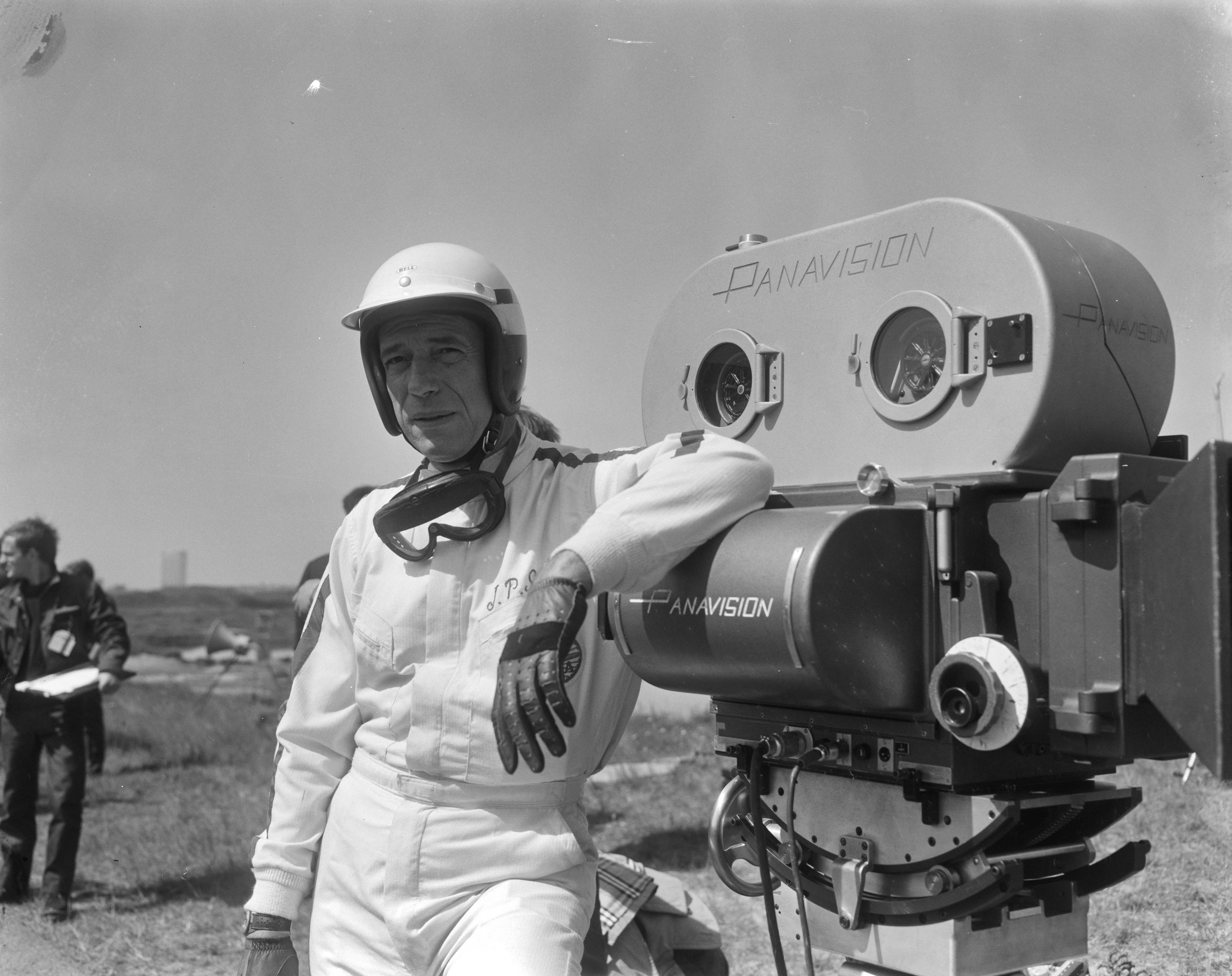
Yves Montand à côté d'une Panavision Silent Reflex au cours du tournage

Le tournage à lieu en France (sur le circuit de Charade, ainsi qu'au gour de Tazenat et Royat dans le Puy-de-Dôme), à Monaco (circuit de Monaco), en Belgique (circuit de Spa-Francorchamps), Pays-Bas (circuit de Zandvoort), en Angleterre (circuit de Brands Hatch dans le Kent, Farnborough Hall dans le Warwickshire), en Italie (circuit de Monza), en Californie (Riverside) et dans l'État de New York (circuit Watkins Glen International),. Le tournage est assez colossal. Ainsi, les scènes tournées au circuit de Charade nécessitent près de 3 000 figurants et beaucoup de matériel.
La production du film nécessite de nombreuses caméras, utilisées en simultané. Ainsi, la plupart des caméras Panavision 65 mm existantes à l'époque sont ici nécessaires[réf. à confirmer].
Le réalisateur John Frankenheimer, qui tourne ici son premier film en couleur, a voulu faire un film réaliste. Il souhaite que les véhicules roulent vite et ne veut surtout pas accélérer la vitesse au montage[réf. à confirmer]. Les caméras sont installées sur des voitures de sport comme des Lotus 25, McLaren M2B, AC Cobra ou Ford GT40, la plupart du temps conduites par Phil Hill[réf. nécessaire]. 
George Lucas participe au tournage du film[réf. à confirmer].

## Accueil
Le film reçoit des critiques globalement positives. Sur l'agrégateur américain Rotten Tomatoes, il récolte 100 % d'opinions favorables pour 11 critiques et une note moyenne de 7,78⁄10. Sur Metacritic, il obtient une note moyenne de 72⁄100 pour 8 critiques.
Produit pour un budget de 9 millions de dollars, le film récolte plus de 20 millions de dollars rien qu'au box-office américain. Il est le 7e meilleur film au box-office nord-américain de 1966. En France, il attire 996 315 spectateurs en salles.

## Distinctions

### Récompenses
- Oscars 1967 : meilleur montage de son, meilleur montage et meilleur mixage de son[4][réf. à confirmer]

### Nominations
- Golden Globes 1967 : révélation masculine de l'année pour Antonio Sabàto et révélation féminine de l'année pour Jessica Walter
- American Cinema Editors 1967 : meilleur montage
- Directors Guild of America Awards 1967 : meilleur réalisateur pour John Frankenheimer